# Finnland
Finnland est une localité du comté de Troms, en Norvège.

## Géographie
Administrativement, Finnland fait partie de la kommune de Dyrøy.